# Nesiotoniscus delamarei
Nesiotoniscus delamarei är en kräftdjursart som beskrevs av Albert Vandel1954. Nesiotoniscus delamarei ingår i släktet Nesiotoniscus och familjen Trichoniscidae. Inga underarter finns listade i Catalogue of Life.